# Blauwe Klap
De Blauwe Klap is een brug in de stad Assen over Het Kanaal (een oud gedeelte van het Noord-Willemskanaal). De brug werd op 11 december 2015 voor het auto- en fietsverkeer officieel geopend. Over de brug loopt de Industrieweg, een van de belangrijkste ontsluitingswegen in Assen.
De Blauwe Klap is onderdeel van het project Blauwe As (onderdeel van Florijnas) en heeft als doel het weer bevaarbaar maken van Het Kanaal tussen het Havenkanaal en de Vaart. Naast deze brug bestaat het project uit vijf bruggen (drie fiets- en twee autobruggen) en twee sluizen.
In feite bestaat de Blauwe Klap uit vier ophaalbruggen die naast elkaar gelegen zijn. Van de vier brugdelen zijn er twee bedoeld voor fietsers en voetgangers en twee voor gemotoriseerd verkeer (één per richting). Oorspronkelijk lag op deze plek een brede dam die het Havengebied afsloot van Het Kanaal.
De naam Blauwe Klap is bedacht door Ada Klaassens uit het woord klap dat brug betekent, meer in het bijzonder een ophaalbrug, en "blauw" van het project waar het toe behoort: Blauwe As. De naam werd officieel in april 2015.